# چاه دراز (نهبندان)
چاه‌دراز روستایی در دهستان شوسف بخش شوسف شهرستان نهبندان استان خراسان جنوبی ایران است. روستای چاهدراز در استان خراسان جنوبی شهرستان نهبندان بخش شوسف و در ناحیهٔ کویر لوت قرار گرفته و فاصله ان از شهر شوسف حدود ۲۰ کیلومتر و فاصله ان از جاده اصلی حدود ۹ کیلومتر و دارای جاده آسفالت می‌باشد.
شمال روستای چاهدراز کوه‌های گنده گاو و دشت بندونک و غرب آن دریاچه نمک و شرق ان شوسف و روستای ذهاب وجنوب هم جاده اصلی بیرجند به زاهدان قرار گرفته‌است.
مردم چاهدراز بسیار مهمان نواز هستند شغل بیشتر مردم ان دامداری و کشاورزی است ولی در این میان کسانی هم هستند که به شهرها رفته و در آنجا کار می‌کنند. فامیل تمام مردم این روستا نخعی از جمله (نخعی زینلی، نخعی زاده، و رستمی) است.
چاهدراز دارای جمعیتی بیش از ۷۰۰ نفر است و خانه‌های آنها در کنار یکدیگر و به صورت گاه و گلی با سقف‌های گنبدی ساخته شده که ساختاری بسیار زیبا دارند و قابل توجه هستند.
از غذاهای محلی چاهدراز می‌توان به کشک زرد، کما، رک، پترگ، کاچی، و دیگر غذاها که با شیر درست می‌شود؛ اشاره کرد.
از مکان‌های دیدنی چاهدراز می‌توان به آبشار زیبای گنده گاو، دریاچه نمک (تالاب کجی نمکزار)، دشت بندونک و جنگل زیبای تاق اشاره کرد که زیبایی این روستا را دوبرابر کرده‌است.
دامداران این روستا به پرورش بز، گوسفند، شترمرغ، مرغ محلی و شتر مشغول هستند که در این میان شتر و دام‌های سبک از جمله گوسفند و بز در الویت هستند. شتر تک کوهانه در چاهدراز در بگ هایی (هر وقت تعداد شترهای یک گروه به ۱۰۰ نفر برسد به ان بگ می‌گویند) در میان جنگل تاق وسیع در حال چرا هستند. در روستای چاهدراز بیشتر از گوسفندهای نژاد بومی و گوسفند و بزهای نژاد بلوچی و افشاری جهت پرورش داشتی و پرواری استفاده می‌شود.
زمین‌های کشاورزی این روستا هم در شمال آن قرار گرفته‌است. کشاورزان این روستا محصولاتی چون گندم، جو، علوفه، خربزه، هندوانه، پنبه، ارزن، پسته، عناب، ذرت، می‌کارند و می‌فروشند. اب مورد نیاز این محصولات از طریق چاه‌های عمیق تأمین می‌شود که تعداد آنها به ۱۶ حلقه می‌رسد.
این روستا دارای امکاناتی همچون آب، برق، گاز، تلفن، خانه بهداشت، مسجد، کتابخانه و پایگاه مقاومت بسیج است.

## جمعیت
بر پایه سرشماری عمومی نفوس و مسکن در سال ۱۳۹۵ جمعیت این روستا ۲۵۴ نفر (۷۸خانوار) بوده‌است.